# Leichtathletik-Europameisterschaften 2012/4 × 400 m der Frauen

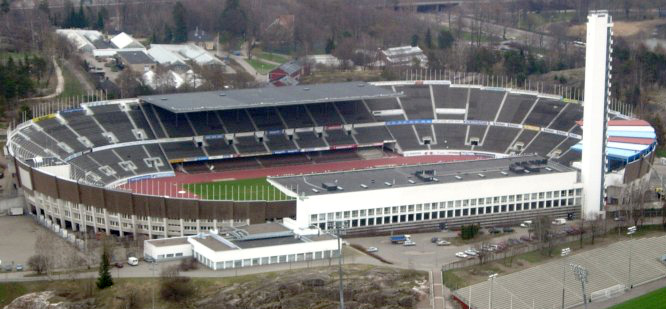
Das Olympiastadion Olympiastadion Helsinki im Jahr 2005

Die 4-mal-400-Meter-Staffel der Frauen bei den Leichtathletik-Europameisterschaften 2012 wurde am 30. Juni und 1. Juli 2012 im Estadi Olímpic Lluís Companys der finnischen Hauptstadt Helsinki ausgetragen.
Europameister wurde die Ukraine in der Besetzung Julija Olischewska, Olha Semljak (Finale), Natalija Pyhyda und Alina Lohwynenko sowie der im Vorlauf außerdem eingesetzten Daryna Prystupa.
Den zweiten Platz belegte Frankreich mit Phara Anacharsis, Lénora Guion-Firmin (Finale), Marie Gayot und Floria Gueï sowie der im Vorlauf außerdem eingesetzten Elea Mariama Diarra.
Bronze ging an Tschechien (Zuzana Hejnová, Zuzana Bergrová, Jitka Bartoničková, Denisa Rosolová).
Auch die nur im Vorlauf eingesetzten Läuferinnen erhielten entsprechendes Edelmetall.

## Bestehende Rekorde
| Weltrekord           | 3:15,17 min | Sowjetunion (Tatjana Ledowskaja, Olga Nasarowa, Marija Pinigina, Olha Bryshina) | OS Seoul Südkorea           | 1. Oktober 1988 |
| Europarekord         | 3:15,17 min | Sowjetunion (Tatjana Ledowskaja, Olga Nasarowa, Marija Pinigina, Olha Bryshina) | OS Seoul Südkorea           | 1. Oktober 1988 |
| Meisterschaftsrekord | 3:16,87 min | DDR (Kirsten Emmelmann, Sabine Busch, Petra Müller, Marita Koch)                | EM Stuttgart BR Deutschland | 31. August 1986 |

Der bestehende EM-Rekord wurde bei diesen Europameisterschaften nicht erreicht. Die schnellste Zeit erzielte Europameister Ukraine im Finale mit 3:25,07 min, womit das Quartett 8,20 s über dem Rekord blieb. Zum Welt- und Europarekord fehlten 9,90 s.

## Doping
Die Staffel der Türkei, die im Vorlauf ausschied, wurde nachträglich disqualifiziert. Zwei ihrer Läuferinnen, die auch in der Einzeldisziplin über 400 Meter gestartet waren, wurden mit entsprechenden Konsequenzen des Dopingmissbrauchs überführt.
- Meliz Redif wurde wegen Auffälligkeiten in ihrem Biologischen Pass für drei Jahre gesperrt – 31. März 2015 bis 30. März 2018. Alle ihre Ergebnisse von 2009 bis 2013 wurden rückwirkend annulliert.[2]
- Pınar Saka wurde 2013 wegen Auffälligkeiten in ihrem Biologischen Pass für drei Jahre bis zum 23. Mai 2015 gesperrt. Alle ihre Ergebnisse vom 18. Juni 2012 an wurden rückwirkend annulliert.

## Legende
Kurze Übersicht zur Bedeutung der Symbolik – so üblicherweise auch in sonstigen Veröffentlichungen verwendet:
| DSQ | disqualifiziert                       |
| DOP | wegen Dopingvergehens disqualifiziert |
| IWR | Internationale Wettkampfregeln        |
| TR  | Technische Regeln                     |

## Vorrunde
30. Juni 2012, 21:50 Uhr
Die Vorrunde wurde in zwei Läufen durchgeführt. Die ersten drei Staffeln pro Lauf – hellblau unterlegt – sowie die darüber hinaus zwei zeitschnellsten Teams – hellgrün unterlegt – qualifizierten sich für das Finale.

### Vorlauf 1
| Platz | Staffel     | Besetzung                                                                     | Zeit (min)                                           |
| ----- | ----------- | ----------------------------------------------------------------------------- | ---------------------------------------------------- |
| 1     | Ukraine     | Julija Olischewska Daryna Prystupa (Vorlauf) Natalija Pyhyda Alina Lohwynenko | 3:29,09                                              |
| 2     | Deutschland | Esther Cremer Janin Lindenberg Christiane Klopsch Fabienne Kohlmann           | 3:31,18                                              |
| 3     | Rumänien    | Mirela Lavric Alina Panainte (Vorlauf) Bianca Răzor Angela Moroșanu           | 3:31,48                                              |
| 4     | Belarus     | Maryna Boika Iryna Chljustawa Yulia Yurenia Ilona Ussowitsch                  | 3:31,50                                              |
| 5     | Norwegen    | Irene Høvik Helgesen Nina Katrine Brandt Line Kloster Martine Eikemo Borge    | 3:37,74                                              |
| 6     | Spanien     | Aauri Bokesa Natalia Romero Begoña Garrido Andrea Díez                        | 3:38,00                                              |
| DSQ   | Irland      | Claire Bergin Joanne Cuddihy Marian Heffernan Michelle Carey                  | IWR 170, TR24.19 Anlaufen außerhalb des Wechselraums |
| DOP   | Türkei      | Sema Apak Merve Aydın Meliz Redif Pınar Saka                                  | 3:34,70                                              |

### Vorlauf 2
| Platz | Staffel        | Besetzung                                                                         | Zeit (min) |
| ----- | -------------- | --------------------------------------------------------------------------------- | ---------- |
| 1     | Frankreich     | Phara Anacharsis Elea Mariama Diarra (Vorlauf) Lénora Guion-Firmin Floria Gueï    | 3:29,03    |
| 2     | Großbritannien | Eilidh Child Kelly Massey (Vorlauf) Nicola Sanders Shana Cox                      | 3:29,96    |
| 3     | Tschechien     | Jitka Bartoničková Denisa Rosolová Zuzana Bergrová Zuzana Hejnová                 | 3:30,86    |
| 4     | Russland       | Olga Towarnowa Tatjana Weschkurowa Lilija Molgatschewa (Vorlauf) Julija Terechowa | 3:31,35    |
| 5     | Polen          | Agata Bednarek Justyna Święty Iga Baumgart-Witan (Vorlauf) Anna Jesień            | 3:31,.50   |
| 6     | Italien        | Chiara Bazzoni Maria Enrica Spacca Libania Grenot Marta Milani                    | 3:31,64    |
| 7     | Portugal       | Carla Tavares Carolina Duarte Vera Barbosa Joceline Monteiro                      | 3:40,79    |
| 8     | Finnland       | Jenni Kivioja Ella Räsänen Ilona Punkkinen Emma Millard                           | 3:40,97    |

## Finale
1. Juli 2012, 19:25 Uhr
| Platz | Staffel        | Besetzung | Zeit (min) |
| ----- | -------------- | --- | ---------- |
| 1     | Ukraine        | Julija Olischewska Olha Semljak (Finale) Natalija Pyhyda Alina Lohwynenko im Vorlauf außerdem: Daryna Prystupa        | 3:25,07    |
| 2     | Frankreich     | Phara Anacharsis Lénora Guion-Firmin Marie Gayot (Finale) Floria Gueï im Vorlauf außerdem: Elea Mariama Diarra        | 3:25,49    |
| 3     | Tschechien     | Zuzana Hejnová Zuzana Bergrová Jitka Bartoničková Denisa Rosolová                                                     | 3:26,02    |
| 4     | Großbritannien | Shana Cox Nicola Sanders Lee McConnell (Finale) Eilidh Child im Vorlauf außerdem: Kelly Massey                        | 3:26,70    |
| 5     | Deutschland    | Esther Cremer Janin Lindenberg Christiane Klopsch Fabienne Kohlmann                                                   | 3:27,81    |
| 6     | Russland       | Olga Towarnowa Tatjana Weschkurowa Julija Terechowa Xenija Sadorina (Finale) im Vorlauf außerdem: Lilija Molgatschewa | 3:28,36    |
| 7     | Rumänien       | Sanda Belgyan (Finale) Mirela Lavric Bianca Răzor Angela Moroșanu im Vorlauf außerdem: Alina Panainte                 | 3:29,80    |
| 8     | Polen          | Agata Bednarek Justyna Święty Magdalena Gorzkowska (Finale) Anna Jesień im Vorlauf außerdem: Iga Baumgart-Witan       | 3:30,17    |

## Videolinks
- 4x400m Relay Women Final European Athletics Championships Helsinki 2012 MIR-LA.com youtube.com, abgerufen am 5. März 2023
- 4x400m W Helsinki 2012 Semifinal 2 youtube.com, abgerufen am 5. März 2023